# Allocosa hugonis
Allocosa hugonis là một loài nhện trong họ wolfspinnen (Lycosidae).
Loài này thuộc chi Allocosa. Allocosa hugonis được Embrik Strand miêu tả năm 1911.